# Brittanee Laverdure
Brittanee Laverdure (ur. 1 marca 1982) – kanadyjska zapaśniczka. Brązowa medalistka mistrzostw świata w 2008; piąta w 2007 i 2012. Trzy medale na mistrzostwach panamerykańskich, srebro w 2014. Siódma w Pucharze Świata w 2013 i dziewiąta w 2010. Złoty medal akademickich MŚ w 2010. Srebrna medalistka igrzysk wspólnoty narodów w 2014. Pierwsza na Światowych Igrzyskach Sportów Walki w 2010 roku. Zawodniczka University of Calgary.